# VL40型电力机车
VL40型电力机车（俄语：ВЛ40）是苏联铁路的干线客运电力机车车型之一，适用于25千伏工频单相交流制的电气化铁路，由位于格鲁吉亚的第比利斯电力机车制造厂于1966年至1969年设计制造。该型机车是实验性车型，试验采用单电机全悬挂转向架，仅试制二台并未投入批量生产。

## 历史
苏联于1960年代中期开始研究单电机全悬挂转向架，第比利斯电力机车制造厂和诺沃切尔卡斯克电力机车厂首先合作开发采用单电机转向架的单节四轴客运电力机车，并于1966年、1969年先后试制了两台VL40型电力机车，其中机车车体和转向架由伏罗希洛夫格勒内燃机车制造厂负责试制。VL40型电力机车采用全悬挂单电机组合驱动转向架，牵引电动机的全部重量都支承在转向架构架上，大幅减少了簧下重量，牵引力或制动力通过中间低位牵引拉杆传递。机车主电路采用了与VL80K型电力机车相似的结构，采用硅整流器整流、33级低压侧调压开关，并设有三级磁场削弱。

## 参看
- VL83型电力机车
- VL80型电力机车